# Gösta Dunker
Gösta Dunker (Sandviken, Suecia; 16 de septiembre de 1905-5 de junio de 1973) fue un futbolista y entrenador sueco que jugaba en la posición de delantero.

## Carrera

### Jugador
Su carrera inició en el Sandvikens IF en el que estuvo por 20 años entre 1922 y 1942 para luego pasar al Avesta AIK, equipo en el que jugó por cinco temporadas hasta su retiro en 1948.
Con Suecia jugó 15 partidos y anotó 5 goles, además de jugar en la Copa Mundial de Fútbol de 1934 anotando un gol ante Imperio alemán.

### Entrenador
Su carrera de entrenador fue de solo dos años en los cuales dirigió al Orebro SK de 1949 a 1950.